# سیارک ۸۱۵۱
سیارک ۸۱۵۱ (به انگلیسی: 8151 Andranada، نامگذاری:1986PK6) هشت هزار و صد و پنجاه و یکمین سیارک کشف شده‌است که در ۱۲ اوت ۱۹۸۶ کشف شد.
قدر مطلق سیارک برابر ۱۳٫۶۰ است.